# Edward Harrison (Kolonialadministrator)

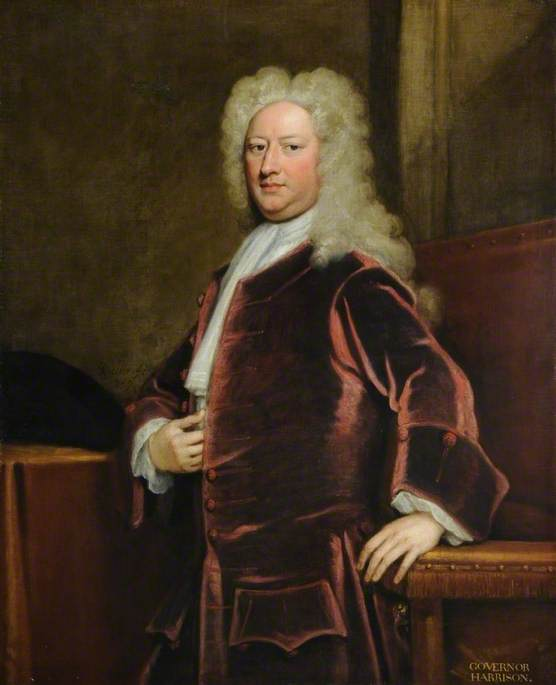
Edward Harrison, 1719

Edward Harrison (* 3. Dezember 1674; † 28. November 1732) war ein englisch-britischer Kapitän und Kolonialadministrator der Britischen Ostindien-Kompanie sowie Politiker.

## Leben
Er war der älteste überlebende Sohn des Unterhausabgeordneten Richard Harrison (1646–1726), Gutsherr von Ball’s Park in Hertfordshire, aus dessen Ehe mit Hon. Audrey Villiers, Tochter des George Villiers, 4. Viscount Grandison.
Harrison ging als Zahlmeister der Ostindien-Kompanie nach Südostasien und wurde Kapitän im Chinahandel. 1707 war er Kapitän des Ostindienfahrers Gosfright und 1709 des Ostindienfahrers Kent. Zwischen 1703 und 1709 korrespondierte er mit dem Gouverneur der Präsidentschaft Madras Thomas Pitt (reg. 1698–1709), dessen Sohn Robert Pitt († 1727) Harrisons Cousine mütterlicherseits, Harriet Villiers († 1736), heiratete. Im Juli 1711 wurde Harrison selbst Gouverneur sowie militärischer Oberbefehlshaber der Präsidentschaft Madras. Während seiner Amtszeit nahm er einen umfassenden Umbau der Siedlung Madras vor. Im Oktober 1713 rebellierte der Deputy Governor von Fort St. David im Versuch sich von der Oberhoheit der Präsidentschaft Madras zu lösen, woraufhin Harrison eine Streitmacht entsandte, die Fort St. David belagerte, vor der Raworth schließlich im Dezember 1713 kapitulierte. In Anerkennung seiner Leistungen verlieh ihm die Ostindien-Kompanie ein Ehrenschwert. Am 28. Januar 1717 wurde er als Gouverneur abgelöst und kehrte mit einem großen Vermögen nach Großbritannien zurück.
In Großbritannien wurde er bei einer Nachwahl im Borough Weymouth and Melcombe Regis in Dorset am 2. März 1717 als Abgeordneter ins Unterhaus des britischen Parlaments gewählt. Im Parlament stimmte für die Aufhebung des Occasional Conformity Act 1711 und des Schisma Act 1714, stimmte jedoch 1719 nicht über die Peerage Bill ab, obwohl er als Unterstützer aufgeführt wurde. Bei der Unterhauswahl 1722 wurde er, diesmal als Abgeordneter für das Borough Hertford, wiedergewählt an. Nachdem er im Januar 1726 seinen verstorbenen Vater beerbt hatte, gab er seinen Parlamentssitz am 10. August 1726 auf, um das Amt des britischen Generalpostmeisters (Postmaster General) anzunehmen, das er bis zu seinem Tod innehatte.
Von 1718 bis 1731 war er auch ein Direktor der Ostindien-Kompanie. In den Jahren 1723, 1728 und 1731 fungierte er als stellvertretender Vorsitzender (Deputy Chairman) und 1729 als Vorsitzender (Chairman) des Direktoriums. Als führende Persönlichkeit der Ostindien-Kompanie korrespondierte er im Namen des Unternehmens mit dem Kolonialminister Thomas Pelham-Holles, 1. Duke of Newcastle (September 1727, Januar 1732) über die Versuche des Kaisers Karl VI., die Ostender und die Hamburger Ostindien-Kompanie zu gründen.
Spätestens seit 1708 war er mit Frances Bray (1674–1752), Tochter des Sir Reginald Bray, Gutsherr von Great Barrington in Gloucestershire, verheiratet. Mit ihr hatte er einen Sohn und drei Töchter. Seine Tochter Audrey Ethelreda Harrison († 1788), die 1723 Charles Townshend, 3. Viscount Townshend heiratete, wurde die Mutter des Field Marshal George Townshend, 1. Marquess Townshend und des Politikers Charles Townshend.
Er starb am 28. November 1732 im Alter von 57 Jahren.